# آی‌تریپل‌ئی ۸۰۲
آی‌تریپل‌ئی ۸۰۲ (به انگلیسی: IEEE 802) خانواده ای از استانداردهای IEEE است که با شبکه‌های محلی و شبکه‌های کلانشهر سروکار دارند.
استاندارد IEEE 802 برخلاف شبکه‌های رله سلول، به شبکه‌هایی که بسته‌های اندازه متغیر دارند محدود می‌شود، به عنوان مثال، جایی که داده‌ها در واحدهای با اندازه یکنواخت کوتاه به نام سلول منتقل می‌شوند. شبکه‌های ایزوکرون، که در آن داده‌ها به صورت یک جریان ثابت از اکت‌ها، یا گروه‌هایی از اوکت‌ها در فواصل زمانی منظم منتقل می‌شوند، نیز فراتر از استانداردهای IEEE 802 هستند.
شماره "۸۰۲" اهمیت خاصی ندارد: این فقط شماره بعدی بود که IEEE می‌تواند به پروژه استاندارد اختصاص دهد ، [۱] اگرچه "۸۰۲" گاهی با فوریه ۱۹۸۰، تاریخ اولین جلسه همراه است.
خدمات و پروتکل‌های مشخص شده در نقشه IEEE 802 به دو لایه پایین (Data Link و Physical) از مدل مرجع شبکه ای OSI هفت لایه. در حقیقت، IEEE 802 لایه OSI Data Link Layer را به دو لایه تحت عنوان کنترل پیوند منطقی (LLC) و کنترل دسترسی به رسانه (MAC) تقسیم می‌کند، بنابراین می‌توان لایه‌ها را به این صورت لیست کرد:
- لایه پیوند داده
  - زیر لایه LLC
  - Sublayer MAC
- لایه فیزیکی

خانواده استاندارد IEEE 802 توسط کمیته استاندارد IEEE 802 LAN / MAN (LMSC) نگهداری می‌شود. بیشترین استانداردهای مورد استفاده برای خانواده اترنت ، Token Ring , LAN بی‌سیم (Wi-Fi) , Bridging و مجازی Bridged LAN است. یک کارگروه فردی تمرکز را برای هر منطقه فراهم می‌کند. گروه‌ها از ۸۰۲٫۱ تا ۸۰۲٫۱۲ شماره گذاری می‌شوند.

## گروه‌های کاری
| نام           | توضیحات                                                         | وضعیت                             |
| ------------- | --------------------------------------------------------------- | --------------------------------- |
| IEEE 802.1    | Higher Layer LAN Protocols Working Group                        | فعال                              |
| IEEE 802.2    | LLC                                                             | منحل شد                           |
| IEEE 802.3    | Ethernet                                                        | فعال                              |
| IEEE 802.4    | Token bus                                                       | منحل شد                           |
| IEEE 802.5    | Token ring MAC layer                                            | منحل شد                           |
| IEEE 802.6    | MANs (DQDB)                                                     | منحل شد                           |
| IEEE 802.7    | Broadband LAN using Coaxial Cable                               | منحل شد                           |
| IEEE 802.8    | Fiber Optic TAG                                                 | منحل شد                           |
| IEEE 802.9    | Integrated Services LAN (ISLAN or isoEthernet)                  | منحل شد                           |
| IEEE 802.10   | Interoperable LAN Security                                      | منحل شد                           |
| IEEE 802.11   | Wireless LAN (WLAN) & Mesh (Wi-Fi certification)                | فعال                              |
| IEEE 802.12   | 100BaseVG                                                       | منحل شد                           |
| IEEE 802.13   | Unused                                                          | رزرو شده برای توسعه Fast Ethernet |
| IEEE 802.14   | Cable modems                                                    | منحل شد                           |
| IEEE 802.15   | Wireless PAN                                                    | فعال                              |
| IEEE 802.15.1 | Bluetooth certification                                         | منحل شد                           |
| IEEE 802.15.2 | IEEE 802.15 and IEEE 802.11 coexistence                         | معلق                              |
| IEEE 802.15.3 | High-Rate wireless PAN (e.g. , UWB, etc.)                       |                                   |
| IEEE 802.15.4 | Low-Rate wireless PAN (e.g. , ZigBee, WirelessHART, MiWi, etc.) | فعال                              |
| IEEE 802.15.5 | Mesh networking for WPAN                                        |                                   |
| IEEE 802.15.6 | Body area network                                               | فعال                              |
| IEEE 802.15.7 | Visible light communications                                    |                                   |
| IEEE 802.16   | Broadband Wireless Access (WiMAX certification)                 | معلق                              |
| IEEE 802.16.1 | Local Multipoint Distribution Service                           | معلق                              |
| IEEE 802.16.2 | Coexistence wireless access                                     | معلق                              |
| IEEE 802.17   | Resilient packet ring                                           | منحل شد                           |
| IEEE 802.18   | Radio Regulatory TAG                                            |                                   |
| IEEE 802.19   | Wireless Coexistence Working Group                              |                                   |
| IEEE 802.20   | Mobile Broadband Wireless Access                                | منحل شد                           |
| IEEE 802.21   | Media Independent Handoff                                       | معلق                              |
| IEEE 802.22   | Wireless Regional Area Network                                  | معلق                              |
| IEEE 802.23   | Emergency Services Working Group                                | منحل شد                           |
| IEEE 802.24   | Vertical Applications TAG                                       |                                   |